# Mała Wieś przy Drodze
Mała Wieś przy Drodze (prononciation : [ˈmawa ˈvjɛɕ ˈpʂɨ ˈdrɔd͡zɛ]) est un village polonais de la gmina de Leoncin dans le powiat de Nowy Dwór Mazowiecki de la voïvodie de Mazovie dans le centre-est de la Pologne. Le nom de ce village se traduit du polonais littéralement en «petit village près de la route».

## Histoire
De 1975 à 1998, le village appartenait administrativement à la voïvodie de Varsovie.